# Episodi di Nel tunnel dei misteri con Nancy Drew e gli Hardy Boys (terza stagione)
La terza stagione della serie televisiva Nel tunnel dei misteri con Nancy Drew e gli Hardy Boys è stata trasmessa in anteprima negli Stati Uniti d'America dalla ABC tra il 1º ottobre 1978 e il 14 gennaio 1979.
| nº | Titolo originale                 | Titolo italiano | Prima TV USA     | Prima TV Italia |
| -- | -------------------------------- | --------------- | ---------------- | --------------- |
| 1  | The Last Kiss of Summer (Part 1) |                 | 1º ottobre 1978  |                 |
| 2  | The Last Kiss of Summer (Part 2) |                 | 8 ottobre 1978   |                 |
| 3  | Assault on the Tower             |                 | 15 ottobre 1978  |                 |
| 4  | Search for Atlantis              |                 | 22 ottobre 1978  |                 |
| 5  | Dangerous Waters                 |                 | 29 ottobre 1978  |                 |
| 6  | Scorpion's Sting                 |                 | 5 novembre 1978  |                 |
| 7  | Defection to Paradise (Part 1)   |                 | 19 novembre 1978 |                 |
| 8  | Defection to Paradise (Part 2)   |                 | 26 novembre 1978 |                 |
| 9  | Game Plan                        |                 | 3 dicembre 1978  |                 |
| 10 | Life on the Line                 |                 | 14 gennaio 1979  |                 |